# Jar of Flies
Jar of Flies é um álbum da banda de rock estado-unidense Alice in Chains, lançado em 25 de Janeiro de 1994 pela Columbia Records. Gravado no London Bridge Studio em Seattle durante uma semana, é o primeiro lançamento oficial da banda com o novo baixista Mike Inez. Jar of Flies foi o primeiro EP a chegar a primeira posição na parada de álbuns Billboard 200, e foi o único EP a ganhar esta distinção até o lançamento da colaboração entre Jay-Z e Linkin Park, Collision Course, em 2004. O EP vendeu mais de 4 milhões de cópias ao redor do mundo, ganhou o disco de platina triplo, e possui o maior hit do Alice In Chains e dois dos maiores hits da banda. As faixas "No Excuses", "I Stay Away" e "Don't Follow" foram lançadas como singles para promover o álbum. "No Excuses" foi a primeira canção do Alice in Chains a alcançar a primeira posição da parada Mainstream Rock Tracks da Billboard. "I Stay Away" também chegou a posições altas sendo tão popular quando tantas outras canções do Alice in Chains, e "Don't Follow" se tornou um hit modesto no começo de 1995. Apesar de não ter sido lançada como single, a faixa "Nutshell" se tornou popular nos anos seguintes. Jar of Flies foi indicado à dois prêmios Grammy em 1995: Melhor Capa de Disco e Melhor Performance Hard Rock para "I Stay Away".

## Produção

### Música
De acordo com o vocalista Layne Staley em entrevista a Hit Parader em Junho de 1994, o título do álbum veio de um experimento científico que o guitarrista Jerry Cantrell conduziu na terceira série:
"Eles o deram dois jarros cheios de moscas. Um dos jarros eles superalimentaram, e o outro jarro eles subalimentaram. Aquele que eles superalimentaram floresceu por um tempo, então todas as moscas morreram pela superpopulação. Aquele que eles subalimentaram teve a maior parte de suas moscas sobrevivendo o ano todo. Eu acho que há uma mensagem nisso em algum lugar. Evidentemente esse experimento teve um grande impacto no Jerry."
Temas líricos explorados em Jar of Flies incluem uso de drogas, relacionamentos e amor.

## Capa
Rocky Schenck fotografou a capa do álbum em sua sala de jantar em 8 de setembro de 1993. O assistente do fotógrafo coletou centenas de moscas com uma rede de borboletas em um estábulo próximo a casa de Schenck. No livro Alice in Chains: The Untold Story de 2015, Schenck disse:
"A banda surgiu com a ideia do título e queria que a capa fosse um menino olhando para uma jarra cheia de moscas. Eu me lembro que eles me pediram para usar 'cores loucas' na sessão [de fotos], então eu usei vários géis diferentes sobre as luzes para conseguir o resultado final."

## Lançamentos
A primeira prensagem do CD continha moscas de plástico na espinha da caixa de CD.
Em 1995, o álbum foi brevemente relançado em uma edição limitada, em um formato que não durou muito chamado CD Plus. Continha um segundo CD de drivers a fim de acessar conteúdos especiais contidos no CD no computador. Os extras mais importantes eram as letras, discografia e as versões completas de ambos os vídeos lançados do EP, "I Stay Away" e "No Excuses". A figura no próprio CD é o negativo da foto em roxo e laranja daquela encontrada no lançamento regular em CD.
Em adição ao CD, o álbum foi também lançado em uma edição limitada de duplo vinil junto com Sap. Jar of Flies estava nos lados 1 e 2, Sap estava no lado 3, e uma gravura do logotipo do Alice in Chains estava no lado 4.

## Faixas
1. "Rotten Apple" (Cantrell, Staley, Inez) – 6:58
2. "Nutshell" (Cantrell, Staley, Inez, Kinney) – 4:19
3. "I Stay Away" (Cantrell, Staley, Inez) – 4:14
4. "No Excuses" (Cantrell) – 4:15
5. "Whale & Wasp" (Cantrell) – 2:37
6. "Don't Follow" (Cantrell) – 4:22
7. "Swing on This" (Cantrell, Staley, Inez, Kinney) – 4:0

## Créditos

### Banda
- Layne Staley - vocal, guitarra rítmica
- Jerry Cantrell - guitarra, vocal
- Mike Inez - baixo, guitarra, vocal de apoio
- Sean Kinney - bateria, percussão

### Participações
- Rebecca Clemons-Smith - violino
- Matthew Weiss - violino
- Randy Bird - vocal de apoio
- Darrell Peters - vocal de apoio
- David Atkinson - harmonica
- April Acevez - viola
- Justine Foy - violoncelo

### Técnicos de Produção
- Toby Wright - engenharia de som